# Ellen Soeters

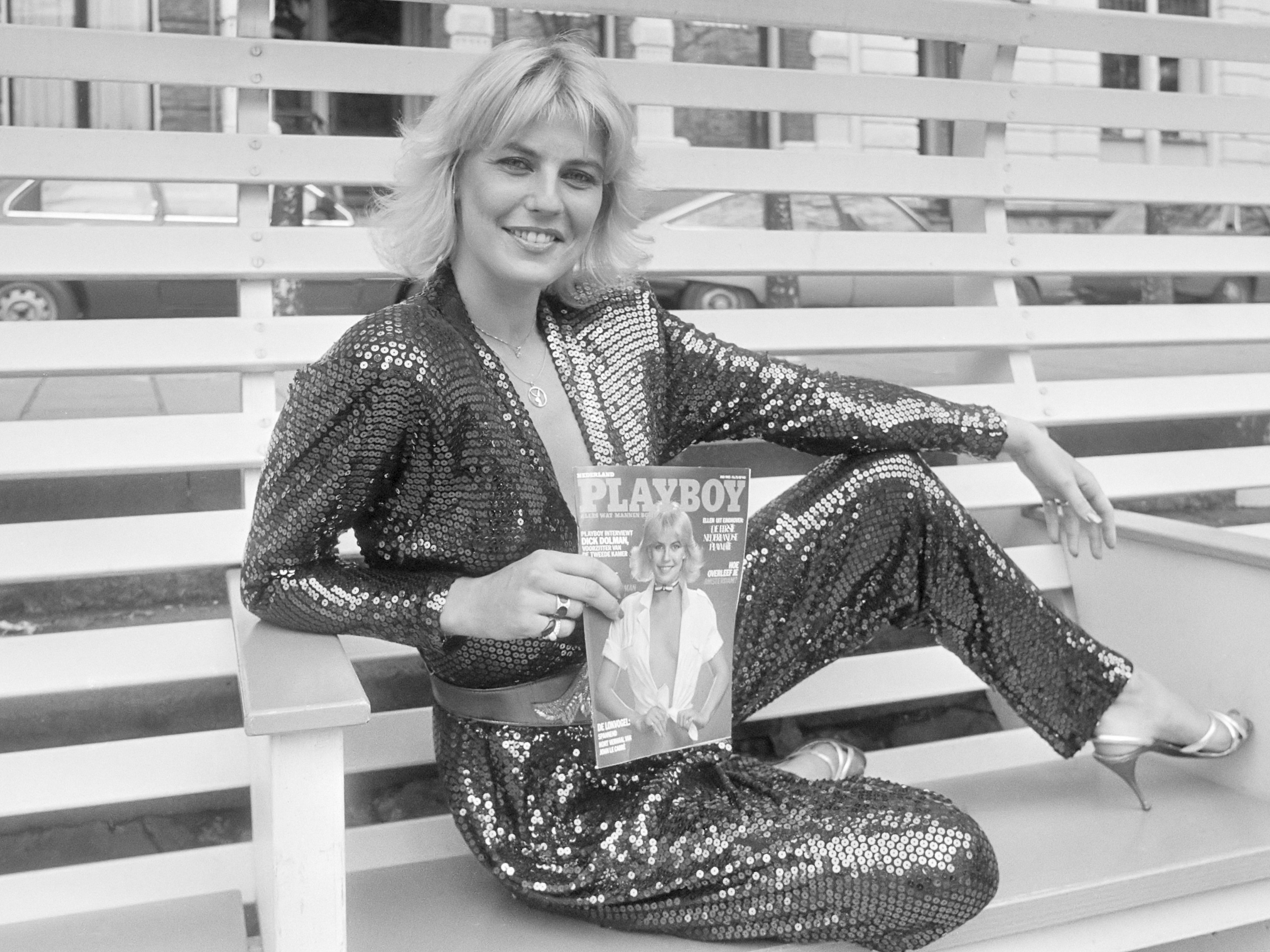
Ellen Soeters (1983)

Ellen Soeters (Amsterdam, 23 augustus 1956) is een Nederlands voormalig fotomodel, en de eerste Nederlandse playmate (editie mei 1983).
Hoewel zij vooral bekend werd vanwege haar verschijning als eerste Nederlandse playmate in de Nederlandstalige uitgave van het blad Playboy, kenden veel mensen haar gezicht al van de verzamel-LP's Alle 13 goed!, waarop zij veelvuldig op de hoes figureerde. Ook had zij al geruime tijd de rol van Frau Antje vervuld, waarmee zij met name in West-Duitsland bekend werd. Haar verschijning in Playboy leidde daardoor in West-Duitsland tot ophef.
Vanaf haar derde levensjaar woonde Soeters in Eindhoven. In 1973, toen ze een opleiding volgde aan de kappersschool, stuurde ze een foto naar het weekblad Viva, waar ze vervolgens diverse fotosessies voor mocht doen. In 1975 deed ze mee aan de Miss Holland-verkiezing, maar won niet. Voor haar modellenwerk verbleef ze enige tijd in Amerika, waar ze contact kreeg met het blad Playboy. Hieruit voortvloeiend kreeg zij de kans om de eerste Nederlandse playmate te worden.
Na haar modellenwerk begon Soeters haar eigen modellenbureau, Ellen Promotions.